# Finsterwalde
Finsterwalde település Németországban, azon belül Brandenburgban. Lakosainak száma 15 864 fő (2023. december 31.). Finsterwalde Doberlug-Kirchhain és Heideland (Brandenburg) községekkel határos.

## Népesség
A település népességének változása:
| Lakosok száma | 20 766 | 22 338 | 23 814 | 23 927 | 21 744 | 18 693 | 16 548 | 16 409 | 15 748 | 15 864 |
|               | 1946   | 1964   | 1981   | 1985   | 1995   | 2005   | 2015   | 2017   | 2021   | 2023   |